# Geballusa
Geballusa is een geslacht van kevers uit de familie van de loopkevers (Carabidae). De wetenschappelijke naam van het geslacht is voor het eerst geldig gepubliceerd in 1994 door Erwin.

## Soorten
Het geslacht Geballusa omvat de volgende soorten:
- Geballusa microtreta (Erwin, 1973)
- Geballusa nannotreta Erwin, 1994
- Geballusa oligotreta Erwin, 1994
- Geballusa polytreta (Erwin, 1973)
- Geballusa rex Erwin, 1994